# Escalier Rahlstiege
Le Rahlstiege est un escalier du quartier Mariahilf de Vienne.

## Histoire
Au fur et à mesure de l'expansion de la ville au XIXe siècle, des maisons ont été construites sur la Rahlgasse, c'est pourquoi il a été décidé de construire un nouvel escalier extérieur représentatif. La Rahlstiege a été achevée en 1870 et le nom a été donné de la même manière que la Rahlgasse, qui doit son nom au peintre Carl Rahl en 1866.
En 1886, la fontaine de la Fille à l'oie conçue par Anton Paul Wagner a été installée en haut des escaliers. Elle était à l'origine située au Gänsemarkt sur la Brandstätte à partir de 1866, puis devant l'église Mariahilf, où elle a dû céder la place au Monument à Haydn créé par Heinrich Natter, inauguré en 1887. En 1933, la sous-structure de l'escalier a été transformée pour être utilisée comme débarras. L'escalier a été rénové de 1985 à 1986.
En août 2007, la colonne Gerngross, conçue par Franz West et nommée d'après l'architecte Heidulf Gerngross (et non le grand magasin Gerngross voisin), a été inaugurée au sommet de l'escalier.
Le Rahlstiege surmonte un dénivelé d'environ 6,5 mètres et est désormais un monument classé, tout comme la fontaine de la fille à l'Oie.

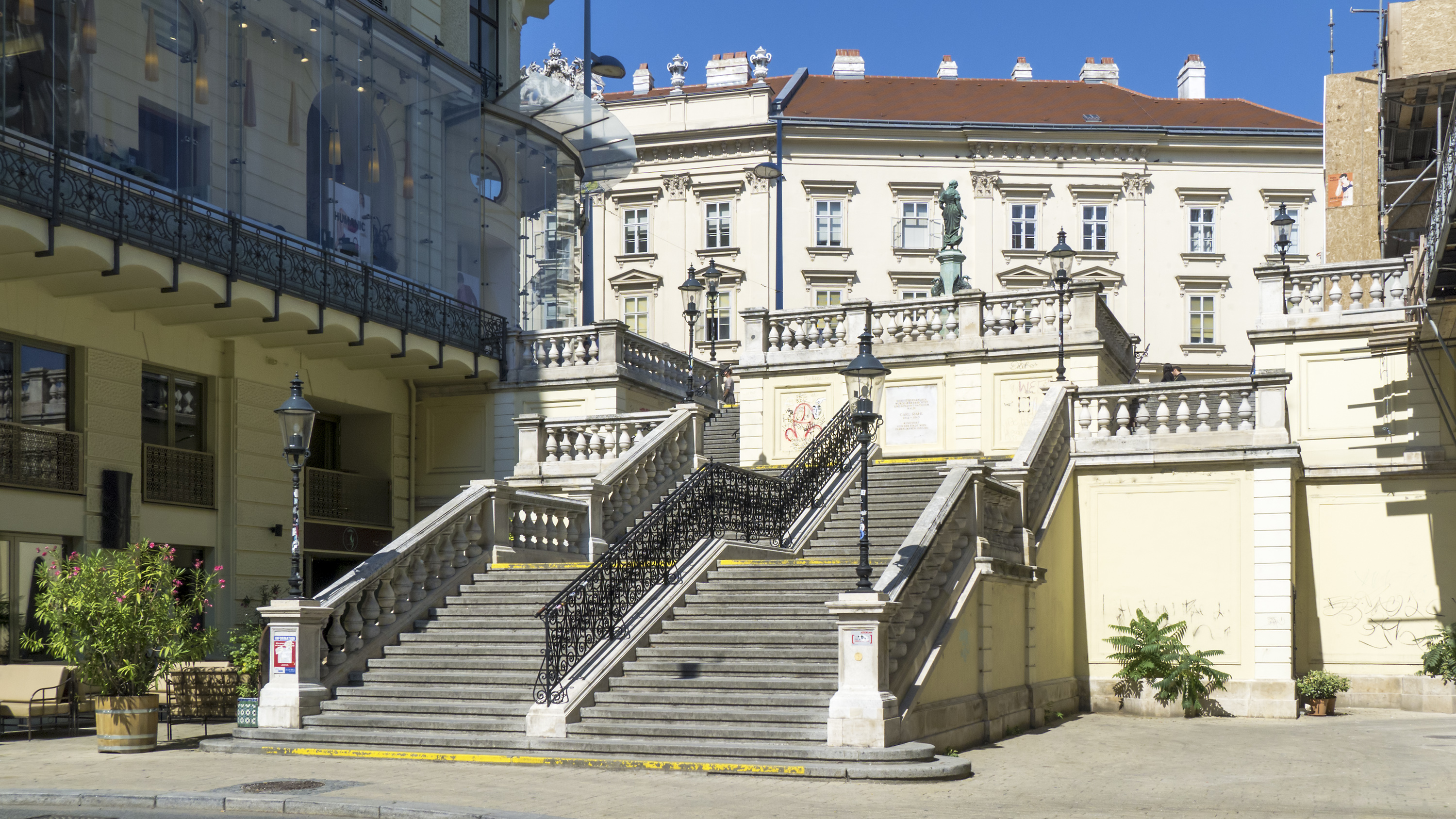
Le Rahlstiege à Mariahilf
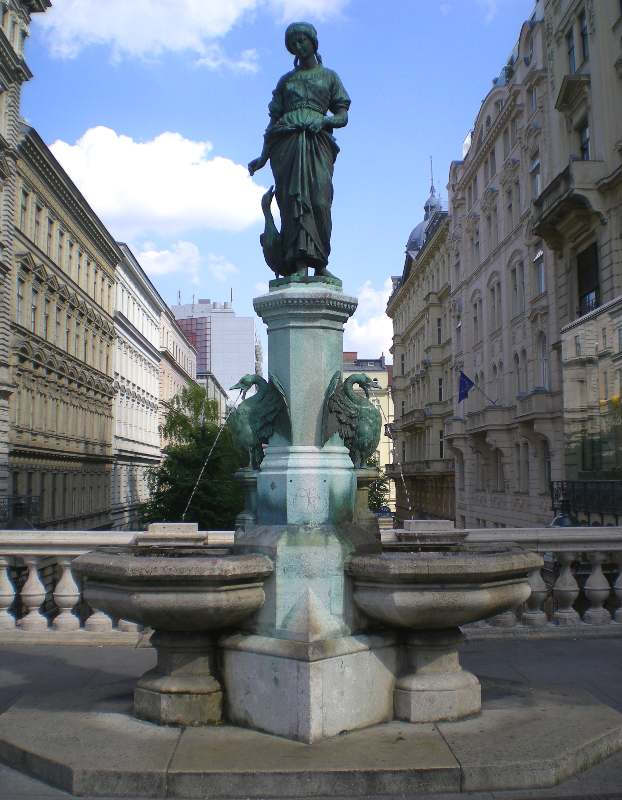
La fontaine de la Fille aux oies à l'extrémité supérieure du Rahlstiege

## Liens web
- wien.at | Rahlstiege